# Gouvernement Callaghan
Royaume-Uni
Wilson IV Thatcher I
Le gouvernement Callaghan (en anglais : Callaghan Ministry) est le 84e gouvernement du Royaume-Uni entre le 5 avril 1976 et 4 mai 1979, sous la 47e législature du Parlement.
Il est dirigé par le travailliste James Callaghan, successeur de Harold Wilson après sa démission. Il succède au gouvernement Wilson IV et cède le pouvoir au premier gouvernement de Margaret Thatcher après que le Parti conservateur a remporté sa majorité absolue aux élections anticipées de 1979.

## Historique
Ce gouvernement est dirigé par le nouveau Premier ministre travailliste James Callaghan, précédemment secrétaire d'État aux Affaires étrangères. Il est constitué et soutenu par le Parti travailliste, qui dispose de 317 députés sur 635, soit 49,9 % des sièges de la Chambre des communes. En raison de la neutralité du président de la Chambre et de ses adjoints, le gouvernement dispose de facto de l'exacte moitié des sièges.
Il est formé à la suite de la démission de Harold Wilson, au pouvoir depuis mars 1974.
Il succède donc au gouvernement Wilson IV, constitué et soutenu dans les mêmes conditions.

### Formation et perte de la majorité
Harold Wilson annonce sa démission pour raisons de santé le 16 mars 1976. Une élection s'ensuit au sein du groupe parlementaire afin d'élire son successeur à la tête du parti, donc du gouvernement. Six candidats, tous membres du cabinet sortant, se présentent : Tony Benn, James Callaghan, Anthony Crosland, Michael Foot, Denis Healey et Roy Jenkins. Callaghan, âgé de 64 ans, est considéré comme le plus expérimenté et le moins polarisant de tous : il est élu au troisième tour de scrutin face à Michael Foot le 5 avril. Il est aussitôt nommé par la reine Élisabeth II et présente son exécutif, au sein duquel siègent tous ses concurrents.
Disposant d'une courte majorité absolue lors de son accession au pouvoir, James Callaghan voit celle-ci lui échapper deux jours après sa prise de fonction, lorsque John Stonehouse abandonne le Parti travailliste et rejoint le Parti national anglais (en) (ENP). En mars 1977, alors qu'il est minoritaire de dix voix à la Chambre, le Premier ministre conclut une alliance avec le Parti libéral, qui prend le nom de « Lib-Lab Pact ». Cette entente doit assurer la survie de son gouvernement : les libéraux s'engagent à le soutenir lors d'une éventuelle motion de censure en échange de la mise en application de certaines de leurs propositions.

### Renversement et succession
Après la fin du pacte Lib-Lab, en septembre 1978, la plupart des observateurs s'attendent à ce que James Callaghan annonce des élections anticipées. En effet, après plusieurs années de marasme économique, le pays a renoué avec la croissance et l'inflation est jugulée, bien qu'il souffre toujours d'un chômage élevé. Les sondages donnent les travaillistes gagnants d'éventuelles élections à l'automne 1978, mais le chef de l'exécutif choisit de les différer jusqu'à l'année suivante, dans l'espoir qu'une année supplémentaire de bonne santé économique assure aux travaillistes de meilleurs résultats électoraux. Ce calcul s'avère désastreux : l'hiver 1978-1979 est marqué par une grande contestation sociale et reçoit le surnom d'« hiver du mécontentement ».
Le 28 mars 1979, la cheffe de l'opposition conservatrice Margaret Thatcher dépose une motion de censure à l'encontre du gouvernement qui est acceptée par 311 voix pour face à 310 contre. Cela entraîne la dissolution de la Chambre et la convocation de nouvelles élections. C'est alors la première fois depuis 1974 que les députés renversent le cabinet. Les élections générales du 3 mai sont remportées par le Parti conservateur, permettant à Margaret Thatcher de former son premier exécutif. Elles inaugurent une traversée du désert de 18 ans pour le Parti travailliste, qui perdra encore trois scrutins avant de retrouver le pouvoir, en 1997.

## Composition du cabinet

### Initiale (5 avril 1976)
- Les nouveaux ministres sont indiqués en gras, ceux ayant changé d'attributions en italique.

| Fonction                                                                 | Titulaire | Titulaire        | Parti        |
| ------------------------------------------------------------------------ | --------- | ---------------- | ------------ |
| Premier ministre Premier lord du Trésor Ministre de la Fonction publique |           | James Callaghan  | Travailliste |
| Chancelier de l'Échiquier                                                |           | Denis Healey     | Travailliste |
| Lord grand chancelier                                                    |           | Elwyn Jones      | Travailliste |
| Lord président du Conseil Leader de la Chambre des communes              |           | Michael Foot     | Travailliste |
| Lord du sceau privé Leader de la Chambre des lords                       |           | Malcolm Shepherd | Travailliste |
| Secrétaire d'État aux Affaires étrangères et du Commonwealth             |           | Anthony Crosland | Travailliste |
| Secrétaire d'État à l'Intérieur                                          |           | Roy Jenkins      | Travailliste |
| Secrétaire d'État à la Défense                                           |           | Roy Mason        | Travailliste |
| Secrétaire d'État à l'Éducation et à la Science                          |           | Fred Mulley      | Travailliste |
| Secrétaire d'État à l'Emploi                                             |           | Albert Booth     | Travailliste |
| Secrétaire d'État à l'Énergie                                            |           | Tony Benn        | Travailliste |
| Secrétaire d'État à l'Environnement                                      |           | Peter Shore      | Travailliste |
| Secrétaire d'État aux Services sociaux                                   |           | David Ennals     | Travailliste |
| Secrétaire d'État à l'Industrie                                          |           | Eric Varley      | Travailliste |
| Ministre du Développement à l'étranger                                   |           | Reg Prentice     | Travailliste |
| Secrétaire d'État aux Prix et à la Protection des consommateurs          |           | Shirley Williams | Travailliste |
| Secrétaire d'État au Commerce                                            |           | Edmund Dell      | Travailliste |
| Secrétaire d'État pour l'Écosse                                          |           | Bruce Millan     | Travailliste |
| Secrétaire d'État pour le Pays de Galles                                 |           | John Morris      | Travailliste |
| Secrétaire d'État pour l'Irlande du Nord                                 |           | Merlyn Rees      | Travailliste |
| Chancelier du duché de Lancastre                                         |           | Harold Lever     | Travailliste |
| Secrétaire en chef du Trésor                                             |           | Joel Barnett     | Travailliste |
| Ministre de l'Agriculture, de la Pêche et de l'Alimentation              |           | Fred Peart       | Travailliste |
| Ministre d'État aux Collectivités locales et à la Planification          |           | John Silkin      | Travailliste |

### Remaniement du10 septembre 1976
- Les nouveaux ministres sont indiqués en gras, ceux ayant changé d'attributions sont en italique.

| Fonction                                                                 | Titulaire | Titulaire                                         | Parti        |
| ------------------------------------------------------------------------ | --------- | ------------------------------------------------- | ------------ |
| Premier ministre Premier lord du Trésor Ministre de la Fonction publique |           | James Callaghan                                   | Travailliste |
| Chancelier de l'Échiquier                                                |           | Denis Healey                                      | Travailliste |
| Lord grand chancelier                                                    |           | Elwyn Jones                                       | Travailliste |
| Lord président du Conseil Leader de la Chambre des communes              |           | Michael Foot                                      | Travailliste |
| Lord du sceau privé Leader de la Chambre des lords                       |           | Fred Peart                                        | Travailliste |
| Secrétaire d'État aux Affaires étrangères et du Commonwealth             |           | Anthony Crosland (jusqu'au 21/02/1977) David Owen | Travailliste |
| Secrétaire d'État à l'Intérieur                                          |           | Merlyn Rees                                       | Travailliste |
| Secrétaire d'État à la Défense                                           |           | Fred Mulley                                       | Travailliste |
| Secrétaire d'État à l'Éducation et à la Science                          |           | Shirley Williams                                  | Travailliste |
| Secrétaire d'État à l'Emploi                                             |           | Albert Booth                                      | Travailliste |
| Secrétaire d'État à l'Énergie                                            |           | Tony Benn                                         | Travailliste |
| Secrétaire d'État à l'Environnement                                      |           | Peter Shore                                       | Travailliste |
| Secrétaire d'État aux Services sociaux                                   |           | David Ennals                                      | Travailliste |
| Secrétaire d'État à l'Industrie                                          |           | Eric Varley                                       | Travailliste |
| Ministre du Développement à l'étranger                                   |           | Reg Prentice                                      | Travailliste |
| Secrétaire d'État aux Prix et à la Protection des consommateurs          |           | Roy Hattersley                                    | Travailliste |
| Secrétaire d'État au Commerce                                            |           | Edmund Dell (jusqu'au 11/11/1978) John Smith      | Travailliste |
| Secrétaire d'État aux Transports                                         |           | Bill Rodgers                                      | Travailliste |
| Secrétaire d'État pour l'Écosse                                          |           | Bruce Millan                                      | Travailliste |
| Secrétaire d'État pour le Pays de Galles                                 |           | John Morris                                       | Travailliste |
| Secrétaire d'État pour l'Irlande du Nord                                 |           | Roy Mason                                         | Travailliste |
| Chancelier du duché de Lancastre                                         |           | Harold Lever                                      | Travailliste |
| Secrétaire en chef du Trésor                                             |           | Joel Barnett                                      | Travailliste |
| Ministre de l'Agriculture, de la Pêche et de l'Alimentation              |           | John Silkin                                       | Travailliste |
| Ministre d'État à la Sécurité sociale                                    |           | Stanley Orme                                      | Travailliste |